# Poienarii Burchii
Poienarii Burchii es una comuna ubicada en el distrito de Prahova, Rumania.

## Superficie
Posee una superficie de 49,02 kilómetros cuadrados.

## Demografía
Hasta 2021 la población era de 4631 habitantes, con una densidad de población de 94,47 habitantes por kilómetro cuadrado.